# Renate Vogel
Renate Vogel (Alemania, 30 de junio de 1955) es una nadadora alemana retirada especializada en pruebas de estilo libre y estilo braza, donde consiguió ser subcampeona olímpica en 1972 en los 4 x 100 metros estilos.

## Carrera deportiva
En los Juegos Olímpicos de Múnich 1972 ganó la medalla de plata en los 4 x 100 metros estilos (nadando el largo de braza), con un tiempo de 4:24.91 segundos, tras Estados Unidos (oro) y por delante de Alemania Occidental (bronce), siendo sus compañeras de equipo: Christine Herbst, Roswitha Beier y Kornelia Ender.